# Sarepta (geslacht)
Sarepta is een uitgestorven geslacht van tweekleppigen uit de  familie van de Sareptidae.

## Soorten
- Sarepta aucklandica P. Marshall, 1918 †
- Sarepta constricta (Marwick, 1942) †
- Sarepta speciosa A. Adams, 1860
- Sarepta tellinaeformis Hedley, 1901